# Alexander Wassiljewitsch Popow
Alexander Wassiljewitsch Popow (russisch Александр Васильевич Попов; * 1808 in Zarizyn; † 1865 in Kasan) war ein russischer Orientalist, Mongolist und Hochschullehrer.

## Leben
Popow besuchte die Bezirksschule und dann das Gymnasium in Astrachan, wo er Persisch und Tatarisch lernte. 1822 wechselte er zum Gymnasium in Kasan, wo er 1825 seinen Abschluss machte. Es folgte das Studium an der Universität Kasan, das er 1828 in der Fachrichtung Ostsibirien als Wirklicher Student abschloss.
Als auf Veranlassung des neuen Kurators Michail Nikolajewitsch Mussin-Puschkin die Einrichtung eines Lehrstuhls für Mongolistik an der Universität Kasan beschlossen worden war, wurden 1828 der Wissenschaftler Józef Kowalewski und Popow mit vierjährigen Forschungen in Sibirien beauftragt. Darauf lebte Popow unter Burjaten und studierte die mongolische und die tibetisch Sprache. 1833 kehrte er nach Kasan zurück. Nachdem er an der St. Petersburger Akademie der Wissenschaften eine besondere Prüfung mongolischer Literatur absolviert hatte, wurde er Adjunkt für Mongolisch an der Universität Kasan und Mongolisch-Lehrer am Kasaner Gymnasium. 1835 wurde er außerordentlicher Professor am Lehrstuhl für mongolische Sprache der Universität Kasan. 1836 erschien sein Mongolisches Lesebuch in zwei Teilen, wofür er den Sankt-Stanislaus-Orden IV. Klasse erhielt. 1837 veröffentlichte er seine mongolische Arithmetik für Kalmücken und Burjaten.
1838 reiste Popow in die Kalmückensteppe, um die Unterschiede zwischen der mongolischen und der kalmückischen Sprache zu untersuchen. 1839 erschien sein Buch über die Kalmücken an der Wolga. Ab 1844 lehrte er Mongolisch und Kalmückisch an der Geistlichen Akademie Kasan. 1846 wurde er ordentlicher Professor. 1849 erhielt er den Demidow-Preis für die 1847 erschienene Grammatik der kalmückischen Sprache. 1853 ließ er sich in den Ruhestand versetzen.
1855 wurde Popow als ordentlicher Professor auf den Lehrstuhl für mongolisch-kalmückische Literatur der Universität St. Petersburg berufen. 1859 wurde er zum Wirklichen Staatsrat ernannt (4. Rangklasse).
Später kehrte Popow an die Universität Kasan zurück. 1860 wurde er Inspektor der Schulen Westsibiriens. Im Auftrage des Heiligen Synods begutachtete er die Übersetzungen der russischen Gottesdienstbücher ins Mongolische.